# Яровий Григорій Васильович
Григорій Васильович Яровий (нар. 1 листопада 1916 — пом. 29 лютого 1988) — старший сержант Червоної армії часів Другої світової війни, командир відділення 11-го гвардійського саперного батальйону 15-тої гвардійської стрілецької дивізії 37-ї гвардійської армії, Герой Радянського Союзу (1944).

## Життепис
Народився 1 листопада 1916 року у с. Кам'янка Ізюмського району в селянській родині. Українець.
Освіта початкова, працював у колгоспі.

## Друга світова війна
У Радянській армії з 1939 року. З вересня 1941 на фронті. Особливо відзначився у ході Умансько-Ботошанської наступальної операції. В ніч на 17 квітня 1944 року на десантному катері перевіз на правий берег Дністра в районі м. Бендери передові підрозділи дивізії, зробивши під вогнем супротивника 14 рейсів. Усього здійснив 137 рейсів, перевізши близько 1000 бійців та більше 1500 ящиків з боеприпасами. Зворотними рейсами вивозив поранених.

## Після війни
Після війни демобілізований. Проживав у Харкові. Помер 29 лютого 1988 року. Похований у смт. Браїлів Вінницької області.